# Шкилёв, Александр Никитич
Александр Никитич Шкилёв (5 декабря 1888 — 10 августа 1914) — российский фехтовальщик-саблист. Участник летних Олимпийских игр 1912 года.

## Биография
Александр Шкилёв родился 5 декабря 1888 года. Происходил из крестьян Новгородской губернии.
Получил домашнее общее образование. В 1909 году окончил Виленское пехотное юнкерское училище по 2-му разряду.
После окончания учёбы поступил на службу в 24-й пехотный Симбирский полк. В 1906 году был нижним чином, в 1909 году — подпоручиком, в 1913 году — поручиком.
1 октября 1911 года поступил в Главную фехтовально-гимнастическую школу в Санкт-Петербурге. С сентября 1912 года был прикомандирован к ней инструктором.
В 1912 году вошёл в состав сборной России на летних Олимпийских играх в Стокгольме. В личном турнире саблистов поделил в группе 1/8 финала последние 4-5-е места со Зденеком Бартой из Богемии, выиграв один поединок и потерпев три поражения. В командном турнире саблистов сборная России, за которую также выступали Владимир Андреев, Владимир Данич, Аполлон Гибер фон Грейфенфельс, Николай Кузнецов, Александр Мордовин, Георгий Сакирич и Анатолий Тимофеев, заняла в четвертьфинальной группе последнее, 3-е место, проиграв Бельгии — 7:9 и Италии — 6:10.
В 1913 году стал чемпионом Первой российской олимпиады в фехтовании на саблях и, в составе команды Главной фехтовально-гимнастической школы, в фехтовании на эспадронах. Также завоевал серебряные медали в личном первенстве фехтования на рапирах и эспадронах. В 1914 году стал чемпионом на Второй Всероссийской спортивной олимпиаде в фехтовании на рапирах и эспадронах.
По состоянию на 9 января 1914 года был младшим офицером учебной команды 24-го пехотного Симбирского полка.
Участвовал в Первой мировой войне.
Погиб 10 августа 1914 года в бою. Зарубив шашкой несколько немцев, получил смертельный удар тесаком от противника.
Был награждён орденом святого Станислава 3-й степени (7 января 1914).